# Will (cantante)
Will, pseudonimo di William Busetti, talvolta noto anche come Will Buse (Vittorio Veneto, 17 agosto 1999), è un cantautore italiano.

## Biografia
Nato a Vittorio Veneto da padre italiano e madre britannica, inizia la sua carriera nel 2019 quando inizia a pubblicare le prime canzoni su YouTube. Il 14 febbraio 2020 pubblica il singolo di debutto Rosso, a cui fanno seguito i singoli Prima sera e Fiori nel deserto. Nel settembre 2020 partecipa alla quattordicesima edizione di X Factor, venendo eliminato nella fase Bootcamp. Tuttavia, l'inedito precedentemente proposto alle audizioni Estate, viene successivamente certificato disco di platino per le oltre 100 000 unità vendute a livello nazionale. Il brano, scritto sulla base del brano Someone You Loved di Lewis Capaldi, era stato inizialmente pubblicato nel giugno 2019, ma è stato pubblicato ufficialmente il 17 dicembre 2020.
Il 10 giugno 2022, dopo aver firmato un contratto discografico con la Capitol Records, pubblica l'EP di debutto Chi sono veramente, da cui viene estratto il singolo Più forte di me.
Nel novembre 2022 è stato confermato come uno fra i dodici artisti partecipanti a Sanremo Giovani 2022, festival musicale che ha selezionato sei artisti emergenti per il 73º Festival di Sanremo. Will riesce a qualificarsi tra i primi sei con il brano Le cose più importanti, che gli ha permesso di prendere parte al festival con il brano Stupido. Nella serata conclusiva della kermesse si classifica al ventiseiesimo posto.

## Discografia

### Album in studio
- 2023 – Manchester

### Singoli
Come artista principale
- 2020 – Rosso
- 2020 – Prima sera
- 2020 – Fiori del deserto
- 2020 – Estate
- 2021 – Bella uguale
- 2021 – Domani che fai?
- 2021 – Chi sono veramente
- 2022 – Anno luce
- 2022 – Più forte di me
- 2022 – Le cose più importanti
- 2023 – Stupido
- 2023 – Autogol
- 2024 – Antiproiettile
- 2024 – Mai banale
- 2025 – Walzer
- 2025 – Flamenco
- 2025  – Bandiera bianca

Come artista ospite
- 2020 – Dopo di te (Origvmi feat. Will)
- 2020 – Tattoo 2 (DePe feat. Will)
- 2020 – Non siamo uguali (Alex Mav & Janax feat. Will e Astra)
- 2020 – 20 euro Remix (Lee Oldia feat. Will e Origvmi)